# Strategic Command 2: Patton Drives East
A Strategic Command 2: Patton Drives East a Strategic Command 2: Blitzkrieg című második világháborús stratégiai játék kiegészítője. Az alap játék után két évvel, 2008. május 5-én adták ki PC-re. A játék a többi Battlefront.com által kiadott játéktól eltérően nem teljesen valós eseményeken alapul.

## A játék története
A játék története akkor kezdődik amikor a Harmadik Birodalom végnapjait éli. A szövetségesek tavaszra legyőzik a németeket és véget ér a második világháború. Azonban az amerikai Patton tábornok nem áll meg Németországban, hanem tovább nyomul a Szovjetunió felé. A szovjetek és a szövetségesek pedig azonnal ellenségekké válnak. A játékban ekkor a szövetségesek vezéralakja Patton tábornok, míg a szovjeteké a teljhatalmú diktátor, Joszif Sztálin. A világégés tehát nem fejeződik be a németek kapitulációjával.

## Játékmenet
A játékmenet ugyanaz, mint a többi Strategic Command játék esetében. Ugyanúgy rengeteg ország szerepel a játékban, a harc mellett van diplomácia is. Csak az a különbség, hogy az egykori szövetségesek egymás ellen fordulnak.

## Újdonságok
Az alapjátékhoz képest a sztorin és az új hadjáratokon kívül néhány új egység és térkép is megtalálható a kiegészítőben.